# Starland
Starland, aber auch Staarland, war ein in der österreichischen Grafschaft Tirol genutztes Flächen- und Feldmaß. Das Maß bezog sich auf die mit einem Star Aussaat (Bozener Star) zu bestellende Ackerfläche.
- 1 Starland =  1 ¼ Grabe = 10577 7/11 Pariser Quadratfuß = 1116 3/5 Quadratmeter[1]

Zu anderen Maßen war das Verhältnis
- 8 Starland = 1 Stochiacah = 8930,9 Quadratmeter[2] = 2 Tagmat = 10 Grabe
- 10 Starland = 1 Juchart